# Macari d'Alexandria

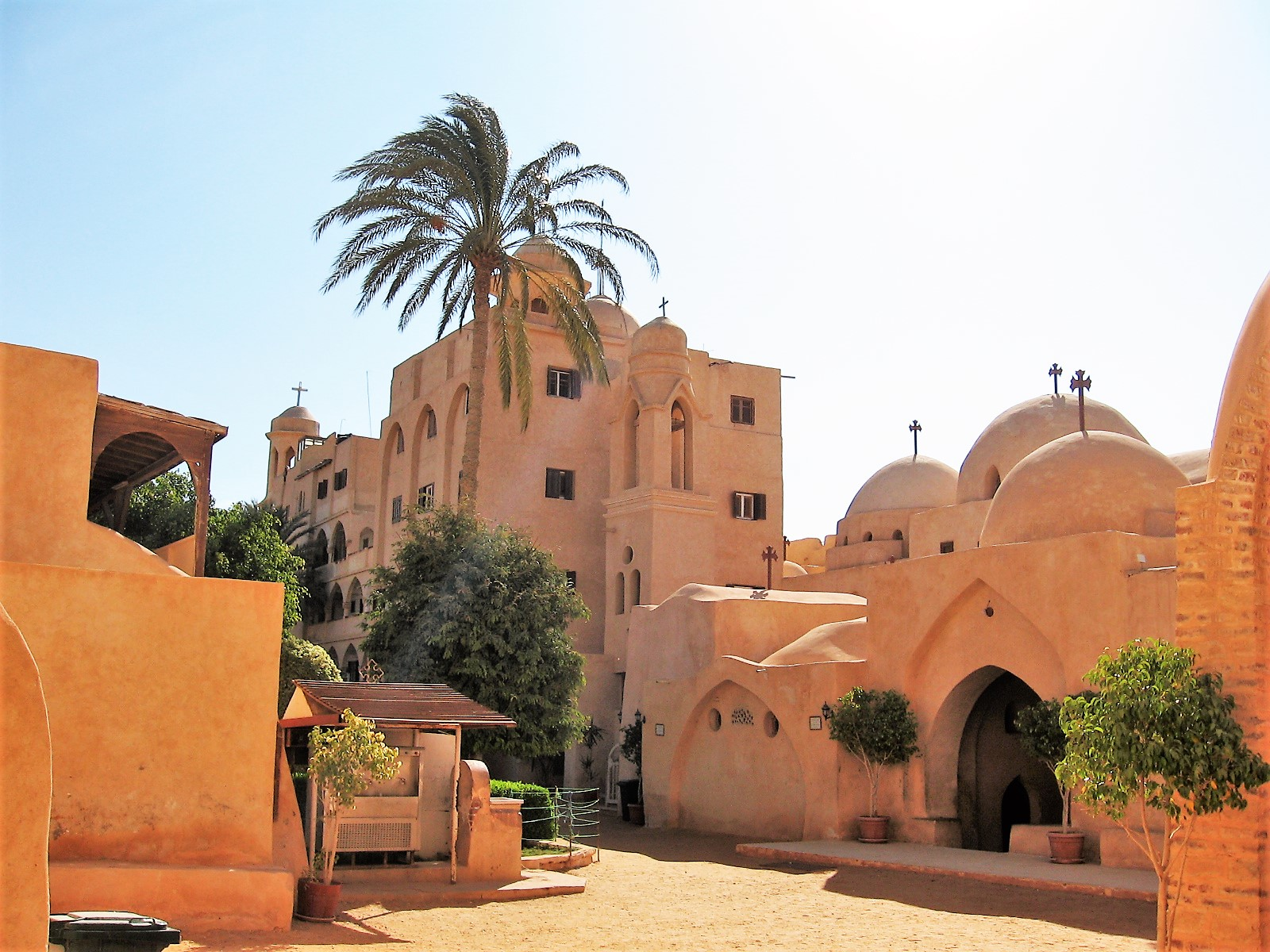
Monestir de Scetes, al desert de Nítria

Macari d'Alexandria (en llatí Macarius, en grec antic Μακάδριος Ἀλεξανδρεύς) també Macari Polític (Μακάδριος Πολιτικός) o Macari el Jove (Alexandria, ca. 293 - Desert de Nítria, 395) va ser un eclesiàstic egipci. És venerat com a sant a tota la cristiandat. No s'ha de confondre amb Macari d'Alexandria el Prevere, personatge esmentat per Sòcrates Escolàstic i Sozomen, i acusat de violència sacrílega contra Isquires.

## Biografia
Pal·ladi, que va viure amb ell durant tres anys, explica la seva vida a la Historia Lausiaca, encara que se centra en els seus miracles més que en la vida ordinària.
Era nascut a Alexandria d'una família de comerciants, però va deixar el comerç per dedicar-se a la vida monàstica. En quin moment va abraçar la vida en solitari, i per quant de temps, és desconegut. Va viure al desert de Wadi El Natrum on els solitaris eren anomenats cel·les (de cellae o cellulae, les seves residències). Potser va arribar a arximandrita de Nítria però la inscripció que ho deixa entendre és dubtosa. També va viure als monestirs de Scetes i Nítria. Va tenir fins a quatre cel·les: a Nítria, Kellia, Scetes i "al sud-oest". Pal·ladi diu que va ésser admès, d'incògnit, al monestir de Tabenna, on hi havia Pacomi de Tabenna, fins que el seu rigor ascètic el va delatar i Pacomi li va demanar que marxés perquè els altres monjos es desencoratjaven en veure que no podien fer el mateix que Macari.
Va ser amic i possiblement deixeble d'Antoni Abat i company de Macari Major; dels miracles que explica Pal·ladi cap és extraordinari. Molt auster, va portar a l'extrem la seva ascesi: va sentir a dir que els monjos de Tabenna no menjaven res cuinat a la quaresma, ell es va passar set anys menjant només llegums crus i llenties remullades.
Per la seva ortodòxia va ser desterrat durant el govern del patriarca Luci, arrià, juntament amb Macari Major i altres solitaris egipcis, que es van establir a una illa rodejada de maresmes, fins llavors només habitada per pagans.
Va morir cap a l'any 393, molt vell, segurament prop dels cent anys. Declarat sant, és commemorat pels grecs el 19 de gener i pels llatins el 2 de gener.

## Obres
Se li atribueixen les següents obres: 
- I. Regula S. Macarii qui habuit sub Ordinatione sua quinque Millia Monachorum. Només es coneix la versió llatina.
- II. Epistola B. Macarii data ad Monachos. Una versió abreujada de la Regula.
- III. Τοῦ ἁγίου Μακαριου τοῦ Ἀλεξανδρέως λόγος περὶ ἐξόδου ψυχῆς δικαίων καὶ ἁμαρτωλῶν: τὸ πῶς χωρίζονρται ἐκ τοῦ σώματος, καὶ πῶς εἰσιν, Sancti Macarii Alexandrini Sermo de Exitu Animae Justorum et Peccatorum: quotmodo separantur a Corpore, et in quo Statu manent. Una versió del manuscrit conservada a Viena atribueix aquesta obra a Alexandre, un deixeble de Macari.[1]

## Tradició catalana de Sant Macari Aventí
Segons narra Joan Amades, el 2 de gener se celebrava el dia d'un sant fictici, Macari Aventí, format a partir de tradicions llegendàries vinculades al nom de Macari. Segons aquestes tradicions, Macari era pagès i va inventar la fanga, que va facilitar el conreu de la terra, raó per la qual era venerat pels pagesos de l'Empordà. Després es va fer pastisser i es convertí en el primer fideuer, ja que va inventar una pasta de fideus gruixuts que s'anomenaren macaris i després macarrons. Per això els fideuers el tenien per patró, com també els passamaners.
Finalment va abraçar la religió, fent vida eremítica al desert. Una nit va tenir una visió en la que la Mort demanava comptes a tothom, independentment de la seva classe social. Aquesta visió, difosa en pintures i estampes, fou anomenada dansa macària, que derivà en la coneguda dansa macabra o de la mort.

## Iconografia
Se'l representa vestit amb un hàbit negre com el dels monjos benedictins i portant un bàcul o crossa abacial, tot i que no va ser mai abat. Pot portar, així mateix, un llibre i tenir un petit dimoniet als peus (fent referència als seus poders contra el maligne)
Obresː
- Algunes vegades s'ha identificat amb sant Macari un dels personatges de la predel·la del Retaule del Conestable, de Jaume Huguet, encara que habitualment es creu que es tracta de sant Benet.
- Retaule atribuït a Pere Garcia de Benavarri, procedent de l'església de Sant Serni de Vall-llebrerola, finals del segle xv (Museu de Lleida)